# Claudio Acquaviva
Claudio A(c)quaviva (ur. 14 września 1543 w Atri, zm. 31 stycznia 1615 w Rzymie) – piąty generał jezuitów.
Był synem księcia Atri we Włoszech. Mimo że wstąpił do zakonu dość późno, to awansował na najwyższe stanowisko już w roku 1581 po tym, jak wykazał zdolności przywódcze jako prowincjał neapolitański i rzymski. Za jego rządów zakon kontynuował dynamiczny rozwój, zwiększając stan liczebny z 5 do 13 tysięcy, ustanawiając nowe misje (Chiny, Paragwaj, Kanada) i pieczętując swój przemożny wpływ na losy świata. Acquaviva zatwierdził Ratio studiorum, czyli program nauczania jezuickiej sieci szkół średnich i wyższych, która urosła do niespotykanych rozmiarów. Sprytnie rozegrał spór z władcą globalnego imperium Filipem II i papieżem Sykstusem V. Powstrzymując zaangażowanych politycznie podwładnych wyszedł obronną ręką z wojny religijnej we Francji. Przyczynił się do zakończenia ostrej kontrowersji dotyczącej molinizmu, która groziła rozpadem Kościoła.